# ناحیه گوشن (شهرستان واشینگتن، آرکانزاس)
ناحیه گوشن، شهرستان واشینگتن، آرکانزاس (به انگلیسی: Goshen Township) یک منطقهٔ مسکونی در ایالات متحده آمریکا است که در شهرستان واشینگتن، آرکانزاس واقع شده‌است. ناحیه گوشن ۱٬۶۵۶ نفر جمعیت دارد و ۳۸۸ متر بالاتر از سطح دریا واقع شده‌است.